# Assedio di Lecco
L’assedio di Lecco fu un atto bellico del 1528 durante le Guerre di Musso tra i francesi di Francesco I e le truppe spagnole di Carlo V che occupavano il ducato di Milano.

## Antefatto
Dopo l'occupazione di Milano del 1525 da parte degli spagnoli capitanati dal marchese di Pescara, nel 1526 anche Como venne conquistata. Francesco I di Francia, riprendendo le ostilità con Carlo V, dietro l'intento di riconsegnare il ducato di Milano a Massimiliano Sforza, assunse al proprio servizio il capitano di ventura Gian Giacomo Medici. Questi era già stato al servizio del duca di Milano e conosceva particolarmente bene l'area dell'Alto Lario e da subito iniziò a devastare l'area per conto dei franco-ducali.
A fronte dei primi successi ottenuti, ad ogni modo, si scontrò coi comandanti francesi e decise di abbandonare il servizio che stava svolgendo per lavorare per sé stesso. Iniziò infatti a conquistare buona parte del territorio, mettendosi alla testa di quattromila mercenari svizzeri appositamente reclutati. In breve tempo il Medici attaccò e conquistò la maggior parte delle fortezze tenute dagli spagnoli, tra cui Cantù, le zone della Brianza, giungendo sino a Lecco nel 1528.

## L'assedio

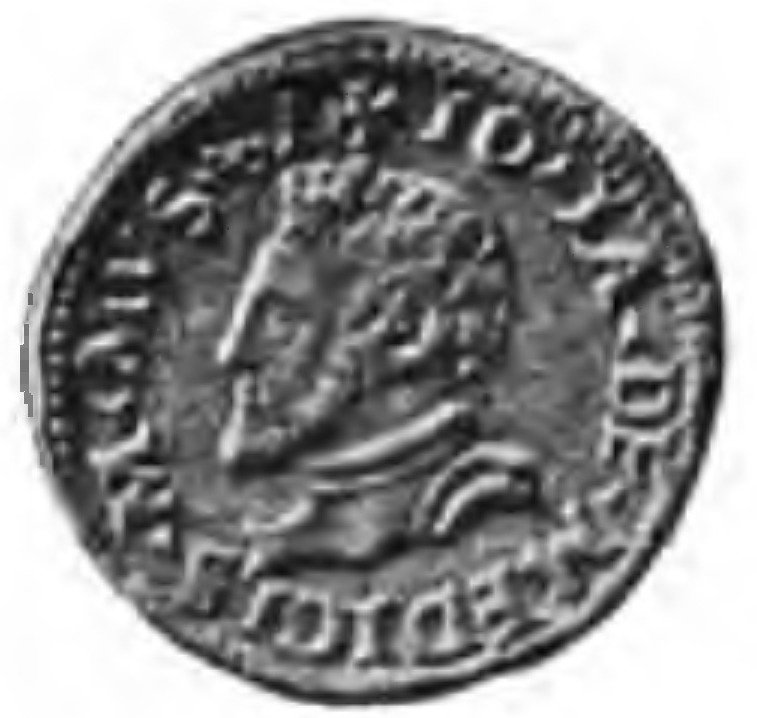
Moneta di Gian Giacomo Medici coniata dopo l'assedio di Lecco.

L'assedio di Lecco fu particolarmente impegnativo per il Medici dal momento che l'intera impresa per espugnare la città si svolse via acqua, contrapponendosi alla flotta spagnola. Il Medici riuscì a stabilire una testa di ponte con la quale procedette al bombardamento della città dalle proprie barche, senza tuttavia l'intento di danneggiarla eccessivamente, intenzionato com'era a farne una propria fortezza.
A breve dall'inizio dell'assedio, ad ogni modo, avvenne un fatto inaspettato. Il governatore spagnolo del ducato di Milano, Antonio de Leyva, chiese di inviare degli ambasciatori presso Gian Giacomo Medici con una proposta: gli spagnoli avrebbero concesso la città di Lecco a Gian Giacomo perché la governasse in nome dell'imperatore e permettesse il passaggio delle vettovaglie per le truppe spagnole nel ducato.
L'intento degli spagnoli era chiaramente quello non solo di frenare l'avanzata del Medici, ma anche di farselo amico e di strapparlo dunque alla causa dei francesi. Il "Medeghino" accettò il compromesso e tolse l'assedio il 28 marzo 1528. Tre giorni dopo le due parti sottoscrissero la Convenzione di Pioltello, secondo la quale a Gian Giacomo venne riconosciuto il dominio di Musso e delle altre località che componevano il suo marchesato, oltre alla contea di Lecco, con tutti i diritti di sovranità, in particolare quello di conio.